# Tribunal judiciaire de Nîmes
Le tribunal judiciaire de Nîmes est une juridiction de première instance et de droit commun en France.
La juridiction d'appel compétente pour connaitre des jugements du tribunal judiciaire de Nîmes est la cour d'appel de Nîmes.

## Description
Créé en 2020, le tribunal judiciaire succède au tribunal de grande instance de Nîmes. Il siège au palais de justice de la ville. 

## Organisation

### Présidents
| Identité                   | Période        | Période          |
| Identité                   | Début          | Fin              |
| -------------------------- | -------------- | ---------------- |
| Jean Mannoni (d)           | 1958           | 1968             |
| René Lestrade (d)          | 1968           | 1969             |
| Roger Blum (d)             | 1969           | 1976             |
| Georges Castets (d)        | 1976           | 1988             |
| Charly Babou (d)           | 1988           | 1994             |
| Gilbert Azibert            | 1994           | 14 avril 1996    |
| Danièle Marandet (d)       | 15 avril 1996  | 20 juin 2002     |
| Jean-François Kriegk (d)   | 21 juin 2002   | 21 mars 2006     |
| Jean-Pierre Pierangeli (d) | 22 mars 2006   | 31 juillet 2011  |
| Élisabeth Blanc (d)        | 1er août 2011  | 6 octobre 2014   |
| Catherine Lelong (d)       | 7 octobre 2014 | 31 décembre 2020 |

| Identité               | Période | Période |
| Identité               | Début   | Fin     |
| ---------------------- | ------- | ------- |
| Béatrice Almendros (d) | 2020    | 2023    |
| Claire Gadat (d)       | 2023    |         |

### TGI
- 1958-1959 : Georges Roume
- 1960-1963 : Henri Timbal-Duclaux de Martin
- 1963-1970 : Jean-Baptiste Durieux
- 1970-1973 : Charles Champeil
- 1973-1974 : Jean Rontein
- 1974-1983 : Jean Oliverès
- 1983-1987 : Monique Guémann
- 1987-1989 : Antoine Quilichini[1]
- 1989-2001 : Bertrand de Loze
- 2002-2013 : Robert Gelli
- 2013-2017 : Laure Beccuau
- 2017-2020 : Éric Maurel

### TJ
- 2020-2022 : Éric Maurel[2]
- depuis 2022 : Cécile Gensac[3]